# Mademoiselle Du Rieu
Anne Pitel de Longchamp, bekannt als Mademoiselle Du Rieu, (* 22. Oktober 1648; † 6. Januar 1737 in Vignats), war eine französische Schauspielerin.
Anne de Longchamp entstammte einer Schauspielerfamilie. Ihr Vater war ebenfalls Schauspieler; ihr Onkel Beauval und ihre Tante Mademoiselle Beauval brachten es gar zu großem Ruhm. Auch ihre Schwester Françoise war eine bekannte Schauspielerin.
Ihre Schauspielkarriere begann schon in jungen Jahren in der Provinz. Dort lernte Longchamp auch ihren Mann Michel Du Rieu kennen, der ebenfalls Schauspieler, aber auch Gerichtsvollzieher für den Prinzen de Condé war. Im Jahr 1685 ging das Paar nach Paris, wo Longchamp ein Engagement an der Comédie-Française bekam und noch im selben Jahr zur Sociétaire de la Comédie-Française wurde. Ihr Mann arbeitete, obwohl an der Comédie beschäftigt, nie mehr als Schauspieler. Aus der Ehe ging zumindest eine Tochter hervor, die als Mademoiselle Godefroy ebenfalls an der Comédie-Française spielte. Ihren Abschied nahm Longchamp 1701 und zog sich auf ihr Landgut zurück, wo sie auch starb.
Longchamp spielte sowohl in Dramen als auch Komödien, wurde aber nie für große Hauptrollen besetzt. Als Mitglied des Hauptensembles war sie in vielen Rollen, in Stücken von Michel Baron und Dancourt, zu sehen.